# Kawanishi N1K Kyofu
Kawanishi N1K Kyofu, kallad Rex av de allierade, japanskt sjöflygplan från andra världskriget.
Utvecklingen av planet började 1940 då japanska flottan förutsåg att man vid landstigningar i områden där man inte hade flygfält till hands skulle kunna behöva flygunderstöd. Planet var helt av metall och försedd med en stor ponton under själva flygkroppen plus en mindre ponton under varje vinge.
När planet kom i tjänst 1943 höll dock kriget på att ändra karaktär för japanerna och i och med att man gick från anfallskrig till försvarskrig försvann behovet av planet. Produktionen upphörde 1944 och då hade man tillverkat cirka 97 exemplar. En planerade variant (N1K2) med mer kraftfull motor kom aldrig längre än till planeringsstadiet.